# Hetreulophus eupelmoideus
Hetreulophus eupelmoideus är en stekelart som först beskrevs av Girault 1927.  Hetreulophus eupelmoideus ingår i släktet Hetreulophus och familjen puppglanssteklar. Inga underarter finns listade i Catalogue of Life.